# Synagogy v Kroměříži
Synagogy v Kroměříži stávaly v zaniklém židovském ghettu.

## Historie
První, a tedy nejstarší synagoga, jejíž stáří není známo, stávala zřejmě nejpozději od 16. století ve Vodní ulici. Byla zbořena v roce 1656.
Druhý templ, který v letech 1689–1693 postavil v Moravcově ulici zednický mistr Matyáš Parst podle plánů stavitele Giovanniho Pietra Tencally, byla barokní stavba takzvaného lvovského typu. Byl zbořen v roce 1921 a na jeho místě je dnes zahrada. Hugo Gold uvádí, že byl zbořen již roku 1908.
Třetí, novodobou synagogu postavil v letech 1909–1910 na dnešním Komenského náměstí stavitel Ladislav Mesenský podle návrhu veleznámého vídeňského architekta, přerovského rodáka Jakoba Gartnera.
Kroměřížský templ byl vyveden v novorománském slohu s orientálními maurskými prvky. Stavba byla slavnostně otevřena roku 1910.
Jednalo se o samostatně stojící čtvercovou sakrální stavbu bazilikálního typu, s jedním centrálním dómem a dvěma postranními věžemi. Nad portálem bylo velké rozetové okno s motivem Davidovy hvězdy, v půlobloukou nad ním hebrejský žalm כי ביתי בית תפילה יקרא לכל העמים - "Můj dům se bude nazývat domem modlitby pro všechny národy" (Izajáš 56:7).
Tvaroslovím a celkovou koncepcí templ odkazoval ke Gartnerovým předchozím, velmi podobně řešeným stavbám; synagogám v Opavě (r. 1895) či v Olomouci (r. 1897). 
Stavební plány architekta Jakoba Gartnera - 1898

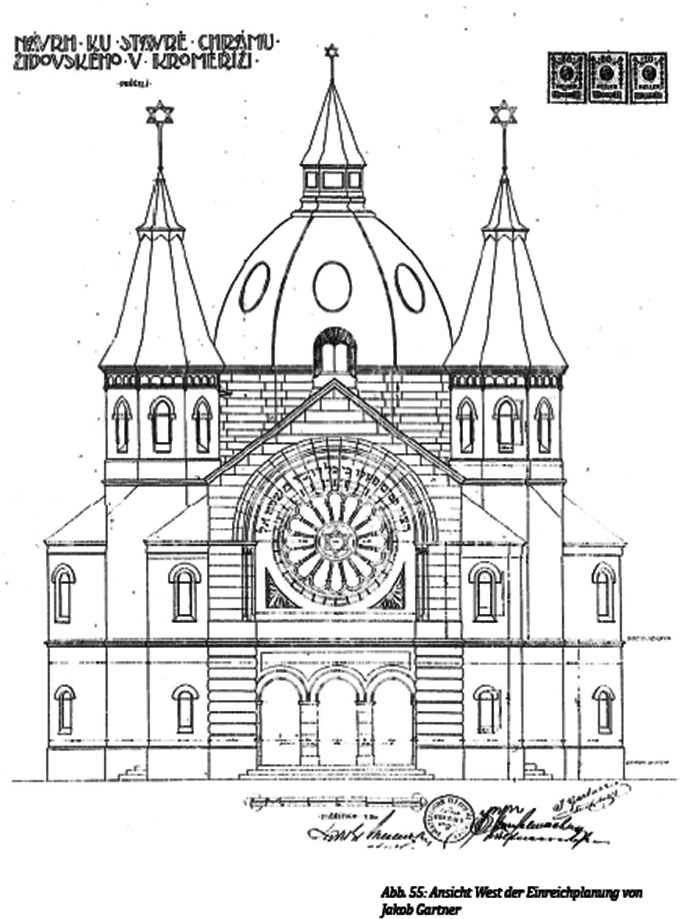
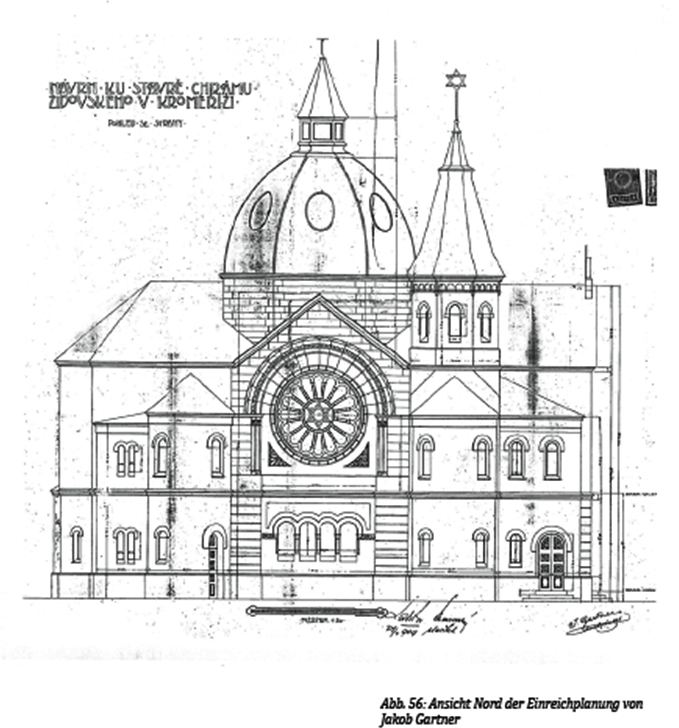
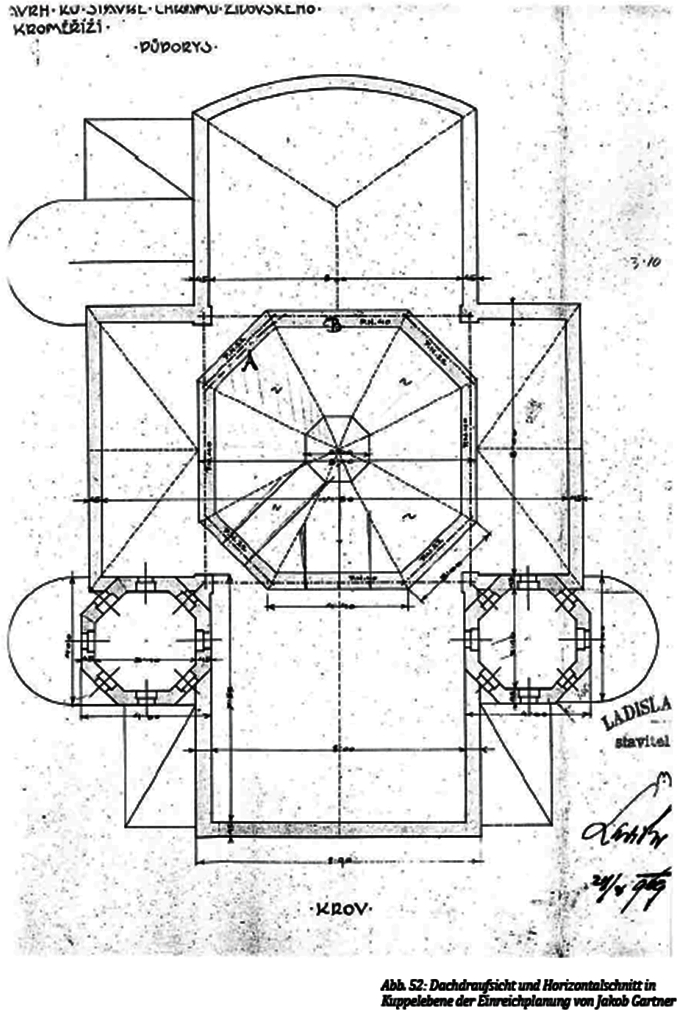
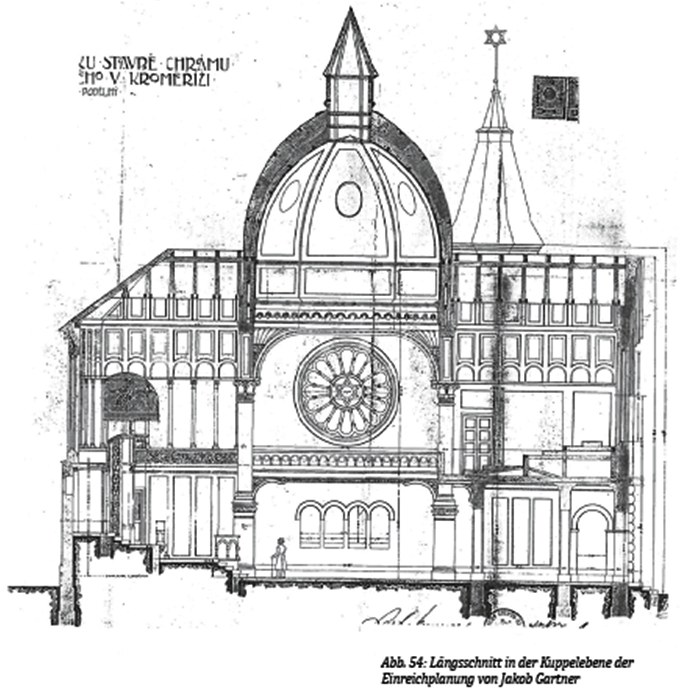
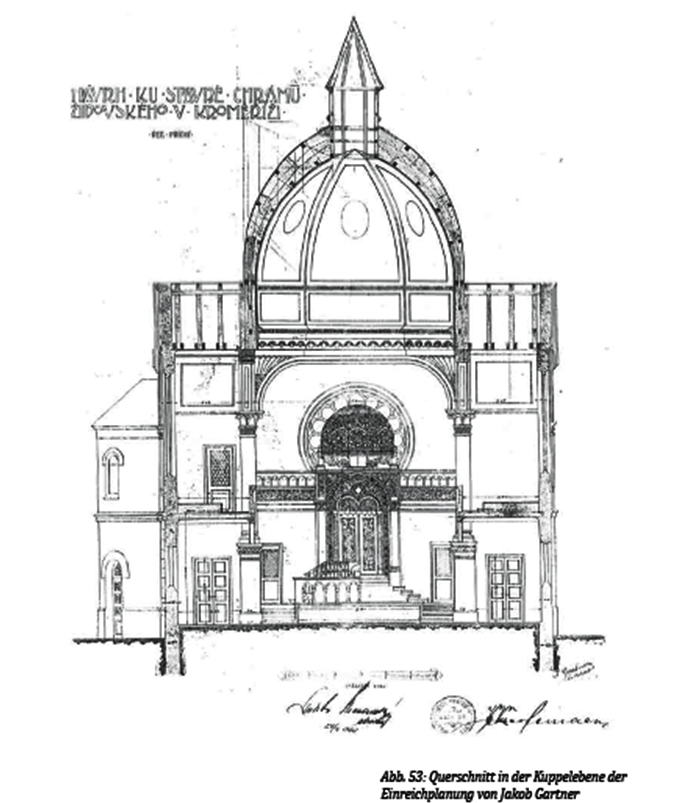

Kroměřížská židovská komunita přestala fakticky existovat v roce 1940. Roku 1942 nacisté synagogu vyhodili do vzduchu. "Stalo se tak v listopadu 1942. Demolici provedla německá posádka, která měla s odstřelem velké problémy a musela jej několikrát opakovat. Materiál ze zbořené stavby si rozebrali místní obyvatelé,“ uvádí Jitka Zezulová, ředitelka Státního okresního archivu v Kroměříži.
Na pozemku, kde stávala, byl v roce 1994 odhalen památník kroměřížským obětem holokaustu od Olbrama Zoubka.
Virtuální rekonstrukci synagogy, včetně mnoha 3D vizualicí, se v roce 2013 věnoval ve své diplomové práci David Křesťan z Technické univerzity ve Vídni.
V roce 2022 byl na 3D tiskárně vyroben model Nové synagogy v meřítku 1:10 a umístěn na Komenského náměstí v Kroměříži.